# Tremont (Misisipi)
Tremont es un pueblo del Condado de Itawamba, Misisipi, Estados Unidos. Según el censo de 2000 tenía una población de 390 habitantes y una densidad de población de 30.4 hab/km².

## Demografía
Según el censo de 2000, había 390 personas, 153 hogares y 111 familias residiendo en la localidad. La densidad de población era de 30,4 hab./km². Había 178 viviendas con una densidad media de 13,9 viviendas/km². El 96,15% de los habitantes eran blancos, el 1,54% afroamericanos, el 0,26% asiáticos, el 1,03% de otras razas y el 1,03% pertenecía a dos o más razas. El 1,28% de la población eran hispanos o latinos de cualquier raza.
Según el censo, de los 153 hogares en el 35,3% había menores de 18 años, el 58,8% pertenecía a parejas casadas, el 7,8% tenía a una mujer como cabeza de familia y el 26,8% no eran familias. El 24,8% de los hogares estaba compuesto por un único individuo y el 10,5% pertenecía a alguien mayor de 65 años viviendo solo. El tamaño promedio de los hogares era de 2,55 personas y el de las familias de 3,04.
La población estaba distribuida en un 25,1% de habitantes menores de 18 años, un 10,5% entre 18 y 24 años, un 28,5% de 25 a 44, un 23,8% de 45 a 64 y un 12,1% de 65 años o mayores. La media de edad era 34 años. Por cada 100 mujeres había 101,0 hombres. Por cada 100 mujeres de 18 años o más, había 101,4 hombres.
Los ingresos medios por hogar en la localidad eran de 27.143 dólares ($) y los ingresos medios por familia eran 35.341 $. Los hombres tenían unos ingresos medios de 31.042 $ frente a los 21.250 $ para las mujeres. La renta per cápita para la ciudad era de 13.348 $. El 16,4% de la población y el 14,3% de las familias estaban por debajo del umbral de pobreza. El 18,3% de los menores de 18 años y el 19,7% de los habitantes de 65 años o más vivían por debajo del umbral de pobreza.

## Geografía
Según la Oficina del Censo de los Estados Unidos, la localidad tiene un área total de 12,8 km², todos ellos correspondientes a tierra firme.